# 罗伯特·泰潘·莫里斯

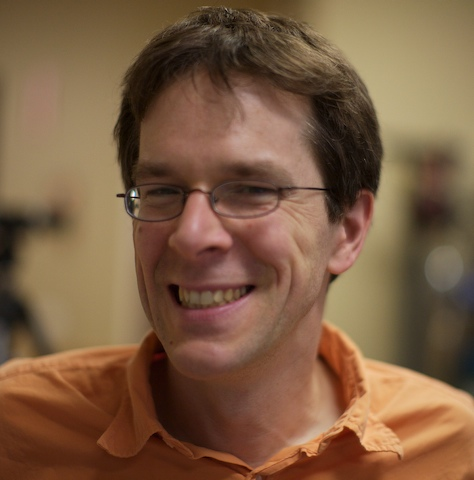
罗伯特·泰潘·莫里斯 (2008)

罗伯特·泰潘·莫里斯（英語：Robert Tappan Morris，1965年11月8日—），網路代號rtm，美国程序員、計算機科學家與企業家。现在是麻省理工学院教授。于2019年当选为美国工程院院士。1988年了創造互联网上的第一隻電腦蠕蟲程序，散布在互联网後，造成多個電腦系統癱瘓，因此被定罪。
他曾創辦Viaweb，也是Y Combinator的共同創辦人之一。

## 生平
- 他的父亲罗伯特·莫里斯为贝尔实验室计算机安全专家
- 他16岁上初中时，发现UNIX系统漏洞
- 1983年考入哈佛大学，拿到了文学学士学位
- 1988年散布了“莫里斯蠕虫”，造成约6000个系统瘫痪，给这些用户总共带来约200万到6000万美元的损失。
- 1988年成为康奈尔大学研究生
- 现为麻省理工学院教授